# Regne de Nan
El regne de Nan fou un estat que va existir entre vers el 1300 i el segle xvi. Després de la meitat del segle xv fou feudatari del regne de Lan Na. Va ser restaurat com un principat el 1786 i abolit el 1931.
El regne de Nan va sorgir vers el 1300. El 1449 el rei de Lanna va fer una expedició i va sotmetre el regne així com el veí regne de Phrae, governat pel germà del rei de Nan. El 1558 el regne fou suprimit pels birmans; el 1775 va quedar en mans dels siamesos que el van restaurar (1786) governat per chaos (chao = príncep). El 1892 fou incorporat administrativament a Siam (divisió administrativa de Monton Maharat) amb el reietó local només amb algunes funcions cerimonials que foren suprimides el 1931 a la mort del que fou el darrer rei Mahaphrom Sulathada.

## Chaos
- 1786 - 1810 Attawalapanyo
- 1810 - 1825 Sumanathewalat
- 1825 - 1836 Mahayot
- 1836 - 1838 Acittawaong
- 1838 - 1851 Mahawong
- 1851 - 1891 Anantayot
- 1891 - 1918 Suliyaphong Phallitidet
- 1918 - 1931 Mahaphrom Sulathada